# Frankfurt-Bahnhofsviertel
Das Bahnhofsviertel ist ein Stadtteil von Frankfurt am Main. Das typische Gründerzeitviertel entstand im Wesentlichen im Kaiserreich bis kurz zum Ausbruch des Ersten Weltkriegs auf dem Gelände der ehemaligen Frankfurter Westbahnhöfe. Dem  Frankfurter Hauptbahnhof ist es östlich vorgelagert. Mit 50 Prozent hat das Bahnhofsviertel den höchsten prozentualen Anteil an Ausländern aller Frankfurter Stadtteile.

## Allgemeines

### Fläche und Bevölkerung
Das Bahnhofsviertel ist mit etwas mehr als 0,5 Quadratkilometern nach der Altstadt der zweitkleinste Stadtteil von Frankfurt am Main. Die längste Grenzlinie ist gerade einmal knapp einen Kilometer lang. Fast trapezförmig liegt das Viertel zwischen der Mainzer Landstraße im Norden, dem Anlagenring im Osten, dem Main im Süden und dem Frankfurter Alleenring im Westen.
Benachbarte Stadtteile sind im Westen das Gutleutviertel und das Gallus mit dem Hauptbahnhof, im Norden das Westend-Süd, im Osten die Frankfurter Innenstadt und im Süden auf der gegenüberliegenden Mainseite Sachsenhausen-Nord. Der Stadtteil liegt zentral im Frankfurter Innenstadtbezirk.
Entgegen der landläufigen Meinung stellt nicht die vom Vorplatz des Hauptbahnhofs nach Süden führende Baseler Straße, sondern bereits die von dort nach Südosten verlaufende Wiesenhüttenstraße die exakte westliche Gemarkungsgrenze dar. Dadurch gehören am Wiesenhüttenplatz die Häuser auf der Ostseite noch zum Bahnhofsviertel, die auf der Westseite jedoch bereits zum Gutleutviertel. Auch das Gebäude des Hauptbahnhofs selbst steht nicht auf dem Gelände des Bahnhofsviertels, sondern dem des Gallus.
Die Einwohnerzahl betrug im letzten Jahr 3.984. In seiner Bevölkerungsstruktur ist das Bahnhofsviertel ein multikultureller Stadtteil. Er besitzt anteilig an der Bevölkerung die meisten Ausländer in der Stadt, 65,8 Prozent haben einen Migrationshintergrund. Gleichzeitig ist es aber auch der Stadtteil, in dem die Zahl der Kinder je Frau mit 0,86 am niedrigsten in Frankfurt ist und gerade einmal etwas mehr als die Hälfte des Bundesdurchschnitts beträgt. Die Bevölkerungsdichte ist mit 7.143 Einwohnern pro Quadratkilometer recht niedrig, was aber nicht an einer geringen Bebauungsdichte liegt, sondern an dem hohen Anteil von Büros und Geschäftsräumen.

### Wirtschaft

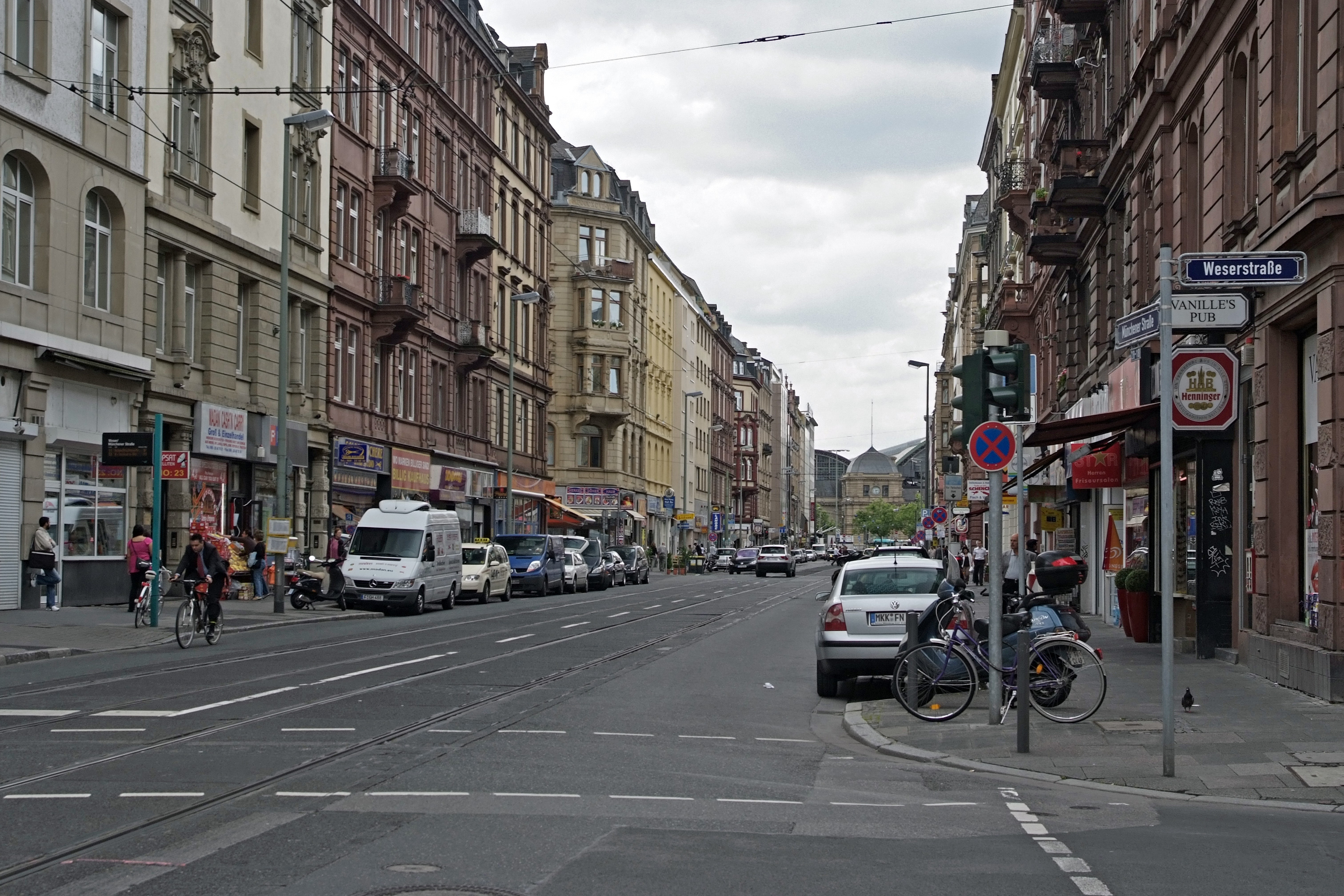
Münchener Straße, Blick in Richtung Hauptbahnhof

Neben den Arbeitsplätzen in den Büroflächen ist der wirtschaftliche Schwerpunkt des Stadtteils vor allem die Gastronomie und der Einzelhandel, darunter aufgrund der Bevölkerungsstruktur eine Vielzahl von ausländischen Restaurants, Imbissen und Lebensmittelgeschäften. Sie sind stark von der Durchwegungsrolle des Bahnhofsviertels in Richtung Innenstadt und der generellen Nähe zum Hauptbahnhof abhängig, der nicht nur für Pendler im Rhein-Main-Gebiet, sondern für Reisende in ganz Deutschland ein bedeutendes Wegekreuz darstellt. Darüber hinaus haben sich im Bahnhofsviertel viele Künstler und Galerien niedergelassen.
Entgegen landläufiger Meinung besetzt das Rotlichtgewerbe nur einen kleinen Teil des Bahnhofsviertels, es konzentriert sich hauptsächlich entlang der Taunusstraße und in Teilen ihrer Querstraßen, vor allem die nördliche Elbestraße und die Moselstraße, wo sich mehrere Laufhäuser befinden. Allerdings hat dies hier Tradition: Schon 1921 warnte die Reichsbahndirektion Frankfurt/Main auswärtiges Personal, das im Hauptbahnhof eine Pause hatte, davor, hier „übelbeleumdete Wirtschaften“ zu besuchen. Im Stadtteil hat auch die Prostituierten-Selbsthilfeorganisation Doña Carmen ihren Sitz und engagiert sich für die politischen und sozialen Rechte von Prostituierten.

### Verkehr
Durch seine zentrale Lage ist das Bahnhofsviertel sehr gut an das Verkehrsnetz angebunden. Der Hauptbahnhof, der selbst nicht mehr zum Stadtteil, sondern zum benachbarten Gallus gehört, bietet eine Anbindung an den Regional- und Fernverkehr. Die Straßenbahnen der Linien 11, 12 und 14 durchfahren den Stadtteil auf der Münchener Straße. Der U-Bahnhof Willy-Brandt-Platz (Linien U1–U5, U8) und der S-Bahnhof Taunusanlage (Linien S1–S6, S8, S9) erschließen den Osten und Nordosten des Viertels.
Im Straßenverkehr hat die berühmte Kaiserstraße an Bedeutung verloren, durch die Sperrung des westlichen Endes (Kaisersack) ist die Einfahrt aus Richtung Alleenring/Hauptbahnhof nicht mehr möglich. Stattdessen ist die Hauptverkehrsader heute die Gutleutstraße, die in den Theatertunnel mündet und eine Verbindung zur Altstadt bietet. Die schachbrettartig angeordneten Straßen ermöglichen eine leichte Orientierung.

### Kriminalität
In den 1970er und 1980er Jahren hatte sich im Viertel eine offene Drogenszene etabliert, die für zahlreiche soziale Konflikte, etwa durch eine vermehrte Beschaffungskriminalität sorgte. Mithilfe der pragmatischen Politik des so genannten Frankfurter Wegs, der später zum Modell für andere Kommunen wurde, konnte diese Szene durch die Einrichtung von Druckräumen und weiteren sozialen Auffangeinrichtungen zeitweilig eingedämmt werden. Daher waren drogengebrauchende Menschen im Verlaufe der 2000er Jahre weitgehend aus dem Straßenbild verschwunden. 2015 „kippte“ das Bahnhofsviertel laut Polizeiaussage wieder. Im Zuge der COVID-19-Pandemie verschlechterten die Zustände sich weiter und Konsum auf offener Straße ist keine Seltenheit. Dealergruppierungen aus Nordafrika, Albanien, Jamaika und Ostafrika haben den Drogenmarkt unter sich aufgeteilt. Gleichwohl liegt die Zahl der Drogentoten bis heute drastisch unter denen der späten 1980er Jahre.
Im März 2025 gab das Hessische Ministerium des Innern, für Sicherheit und Heimatschutz bekannt, dass die Hessische Landesregierung einen Sieben-Punkte-Plan entwickelt hat, um der Kriminalität im Frankfurter Bahnhofsviertel entgegenzuwirken und um die Situation der hiesigen Bevölkerung zu verbessern. Hierzu zählen u. a. die Verstärkung der Kontrollen und des behördenübergreifenden Ansatzes für das Bahnhofsviertel, die Ausweitung von Strafen, der Ausbau der Videoüberwachung, die Verbesserung der Situation für Obdachlose sowie die Förderung der sozialen und integrationspolitischen Quartiersarbeit.

## Geschichte

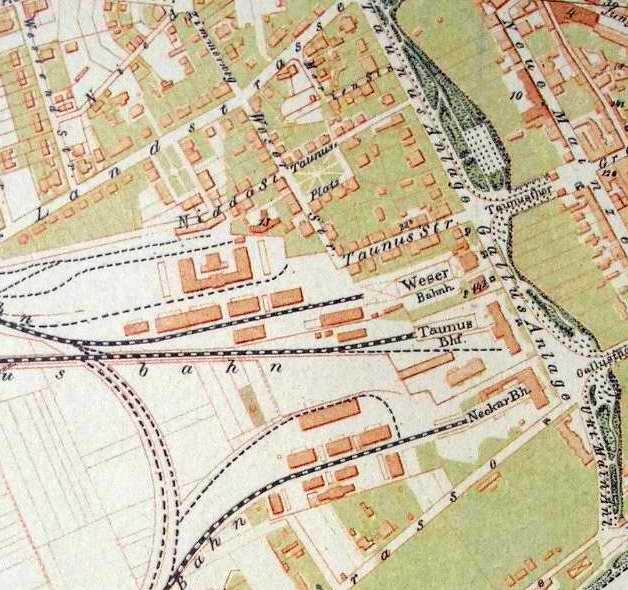
Um 1860: Die Westbahnhöfe und ihr Gleisfeld nehmen das Areal des heutigen Bahnhofsviertels ein, Taunus- und Niddastraße sind nur Ansätze.

Das Gebiet zwischen der Frankfurter Stadtmauer und dem Galgenfeld war noch im frühen 19. Jahrhundert kaum bebaut. Auf dem Gebiet lagen nur Gutshöfe, am Main vereinzelte Landhäuser der städtischen Oberschicht, die bis auf das 18. Jahrhundert zurückgingen. Die Nähe zum städtischen Galgen und die ungeschützte Lage außerhalb der Stadtmauern ließen lange Zeit keine Bebauung zu.
Als mit der Industrialisierung Stadtmauer und Galgen abgerissen wurden, entstanden erste Villen mit großen Gärten. Der technische Fortschritt machte sich hier besonders bemerkbar. Als 1839 die Taunusbahn in die damals noch nassauische Stadt Höchst am Main in Betrieb genommen wurde, entstand am Anlagenring der erste Bahnhof der Stadt.
Das Gleisvorfeld des Taunusbahnhofs verlief mitten durch das Gebiet des heutigen Bahnhofsviertels. Später kamen noch die Bahnhöfe der Main-Neckar-Bahn und der Main-Weser-Bahn hinzu. Diese in der Gesamtheit auch als Westbahnhöfe bezeichneten Anlagen nahmen ungefähr das Gebiet zwischen heutiger Taunusstraße im Norden und Münchener Straße im Süden ein.

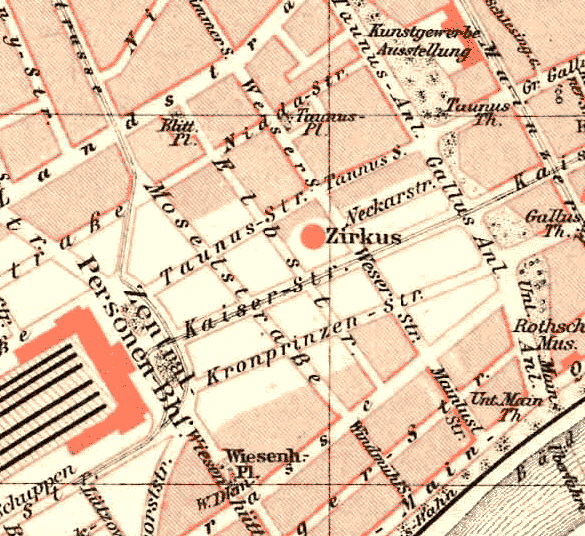
1893: Der heutige Hauptbahnhof ist bereits errichtet und das Straßennetz auf dem ehemaligen Gleisfeld der alten Westbahnhöfe parzelliert, aber überwiegend noch nicht bebaut.

1888 wurden sie durch den neuen Centralbahnhof Frankfurt ersetzt, der sich etwa 500 Meter weiter westlich befand. Dadurch wurden auch die Gleisanlagen überflüssig, und 1889 konnte mit der Parzellierung des Gebietes begonnen werden. Entsprechend damals geltender städtebaulicher Vorstellungen wurde unter Berücksichtigung der bereits existierenden Altstraßen Mainzer Landstraße und Gutleutstraße ein fast symmetrisches Raster breiter Boulevards entwickelt (Nidda-, Taunus-, Kaiser-, Münchener und Wilhelm-Leuschner-Straße), die durch schmalere Stichstraßen (Weser-, Mainlust-, Elbe-, Mosel-, Windmühlstraße) regelmäßig miteinander verbunden sind.
Zur maximalen Ausnutzung des nur geringen Baugrundes wurde auf aufwändigere Straßenführungen etwa zugunsten von Sternplätzen überwiegend verzichtet, einzige Ausnahme war der rechteckige Taunusplatz südöstlich der Ecke von Weser- und Niddastraße, der heute völlig überbaut ist. Er war allerdings schon vor der Anlage des Viertels aus einem ersten Ansatz der Taunusstraße nördlich der alten Westbahnhöfe heraus entwickelt worden. 1891, als noch kaum Wohnbebauung existierte, wurde das Bahnhofsviertel zum Ausstellungsgelände der Internationalen Elektrotechnischen Ausstellung, die Oskar von Miller leitete.
Die Bebauung schritt im Stil des geschlossenen Blockrands planmäßig voran, strukturell im Wesentlichen im Norden von der Gegend um die Mainzer Landstraße nach Süden ausgehend und im Süden von der Gegend um die Gutleutstraße ausgehend nach Norden, also von zwei Seiten aufeinander zu, da das ehemalige Gleisfeld in der Mitte erst zuletzt beräumt worden war. Entsprechend verteilt sich auch die Architektur in der Formensprache der verschiedenen Ausprägungen des Historismus und die Kaiserstraße stellt im Mittel die jüngsten Bauten des Viertels. Mit dem Ausbruch des Ersten Weltkrieges, der jegliche Bautätigkeit zum Erliegen brachte, war das Quartier nahezu vollständig bebaut. In der Zwischenkriegszeit entstanden bis auf den heute noch erhaltenen Neubau der Reichsbank an der Taunusanlage keine nennenswerten Neubauten.
Bei den alliierten Luftangriffen im Zweiten Weltkrieg wurde das Viertel zwar nicht so stark wie die Innenstadt getroffen, trotzdem waren vor allem im Norden viele Gebäude zerstört. In der Zeit der Besatzung durch die amerikanischen Streitkräfte entwickelte sich ein aktives Nachtleben. Für die Nachkriegszeit typisch war jedoch auch eine Geringschätzung der Architektur des Historismus, weswegen vor allem in den 1960er und 1970er Jahren vor dem Inkrafttreten der ersten Denkmalschutzgesetze zahllose, teilweise aus heutiger Sicht bedeutende Gebäude nüchternen Zweckbauten Platz machen mussten. Im Süden zerstörten unmaßstäbliche Großbauten wie das InterContinental Frankfurt ähnlich wie im Westend für immer das Bild einer losen Villenbebauung mit großzügigen Gärten.

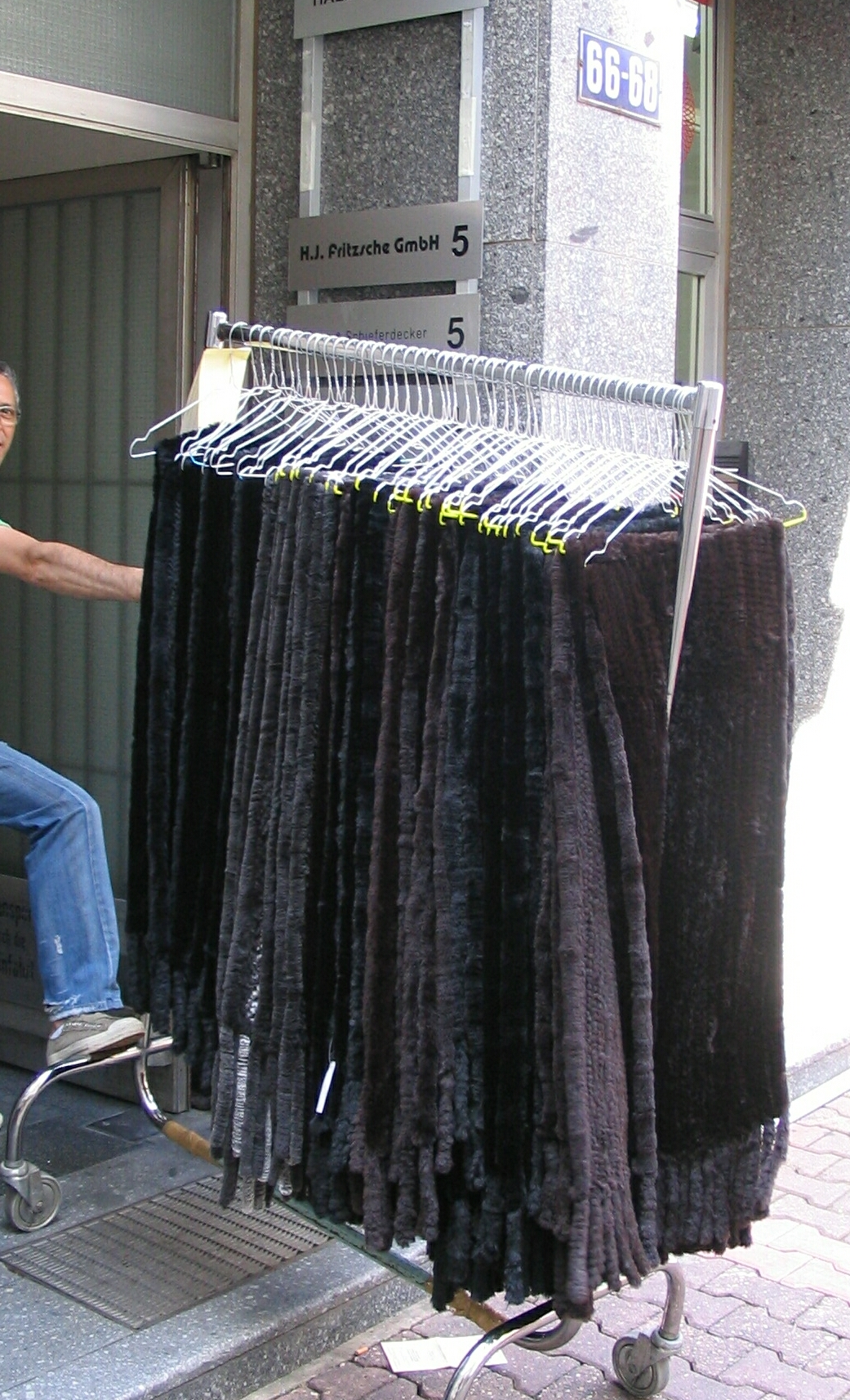
Rollständer mit Pelzprodukten wurden durch das Viertel über die Bürgersteige geschoben und gehörten zum Straßenbild

Das Bahnhofsviertel trug wesentlich dazu bei, dass Frankfurt in der Nachkriegszeit neben London und New York weltweit eines der drei Zentren des Fellhandels wurde. Die pelzverarbeitenden Betriebe und Handelshäuser befanden sich am Pelzhandelszentrum Niddastraße und reichten bis entlang an die Kaiserstraße.
Bauten, über die diese Abrisswellen hinweggingen, wurden zumindest in der Instandhaltung vernachlässigt, was dazu beitrug, dass das Bahnhofsviertel vor allem in den 1980er und 1990er Jahren als sozialer Brennpunkt galt, der von Drogenszene, Kriminalität und ausuferndem Rotlichtmilieu geprägt war. Erst mit der flächenhaften Unterschutzstellung der großbürgerlichen Bebauung im Stil der Gründerzeit setzte eine bis heute andauernde Sanierungswelle und ein damit einhergehender Strukturwandel ein. Auch Neubauten rezipieren seitdem wieder das überwiegend gründerzeitliche Umfeld, anstatt dieses wie bis dato zu kontrastieren.

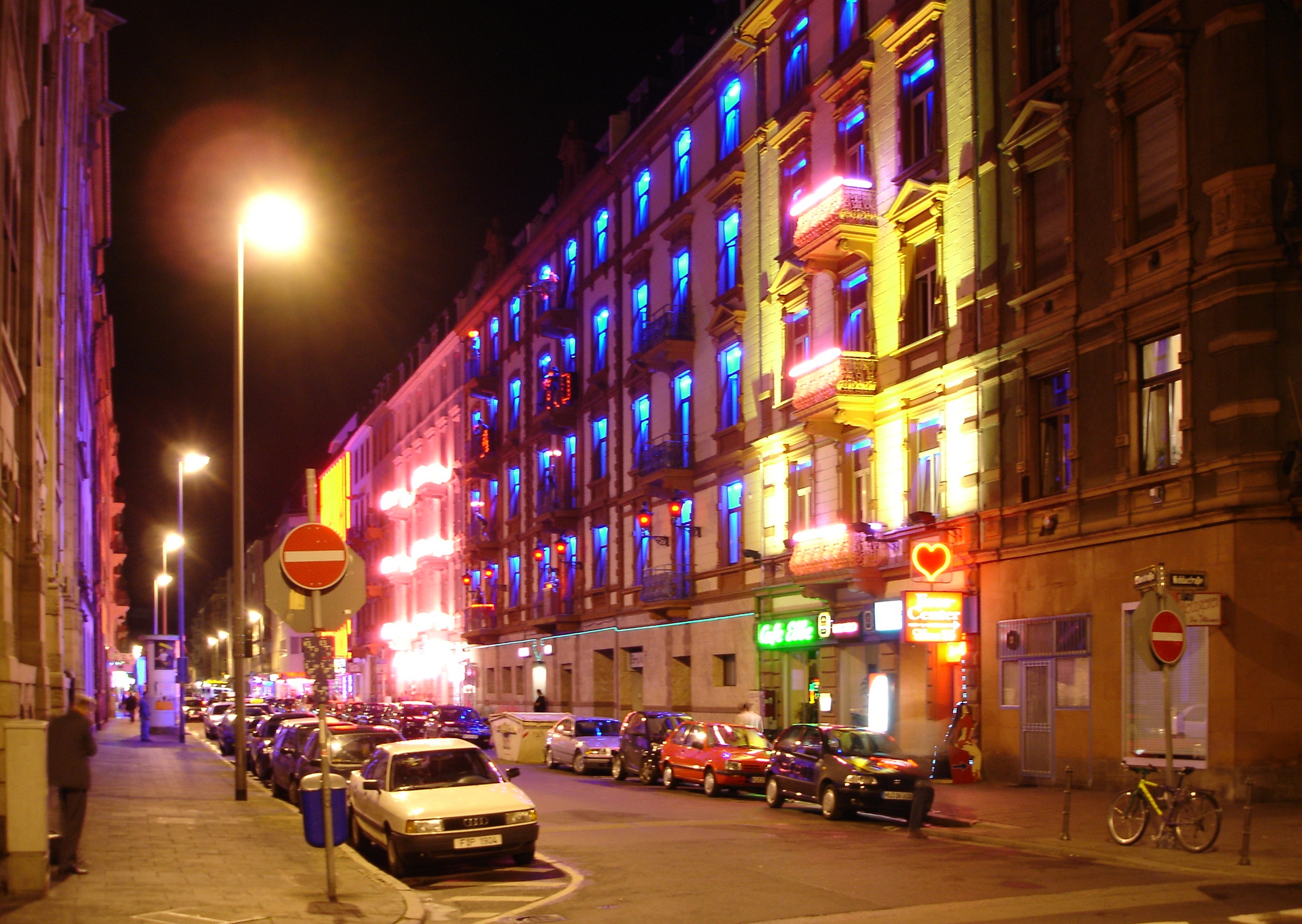
Kreuzung Elbe-/Niddastraße nach Südosten mit zahlreichen Laufhäusern bei Nacht

Die Qualität der Sanierungen schwankt jedoch noch immer erheblich und reicht von einfachen, teils wenig denkmalgerechten Neuanstrichen bröckelnder Fassaden über Dachausbauten bis hin zu aufwändigsten kompletten Rekonstruktionen kriegsbeschädigter und dann vereinfachter Häuser, wie am Eckhaus Kaiserstraße 48/Weserstraße 21 zu beobachten. Mit der erheblich gestiegenen Wertschätzung der Architektur des Kaiserreichs in den letzten Jahren sind nun auch Gentrifizierungstendenzen wie in anderen Altbauquartieren der Stadt zu registrieren; diese Gentrifizierungstendenzen schreiten fort in Neubauprojekten wie dem twenty7even.

## Topographie und Sehenswürdigkeiten

2022: Noch vorhandene Gebäude im Gründerzeitstil (Dunkelrot)

Die breiten Ost-West-Straßen des Bahnhofsviertels sind als Boulevards ausgebaut und vermitteln Großstadtcharme. Zahlreiche Gründerzeitgebäude haben den Zweiten Weltkrieg und die Abrisswellen der ersten Nachkriegsjahrzehnte überdauert; sie werden durch schlichtere Wohnhäuser der 50er und 60er Jahre und mehrere Hochhäuser ergänzt. Das südliche Drittel zum Main war historisch nur lose mit großbürgerlichen Villen bebaut und ist daher heute stärker modern nachverdichtet als der Rest des Stadtteils.
Die bekanntesten Hochhäuser sind der Silberturm am Jürgen-Ponto-Platz (benannt nach dem ermordeten Vorstandsvorsitzenden der Dresdner Bank, Jürgen Ponto) und das Gallileo an der Ecke Kaiserstraße und Gallusanlage, die beide zur Konzernzentrale der Dresdner Bank gehörten, sowie der Skyper in der Taunusstraße und das Gewerkschaftshaus in der Wilhelm-Leuschner-Straße. Das letztgenannte wurde 1931 gebaut, Architekt war Max Taut, und war das erste größere Hochhaus der Stadt. Das bekannteste der vielen Hotels im Bahnhofsviertel ist das InterContinental Frankfurt, ebenfalls in der Wilhelm-Leuschner-Straße.

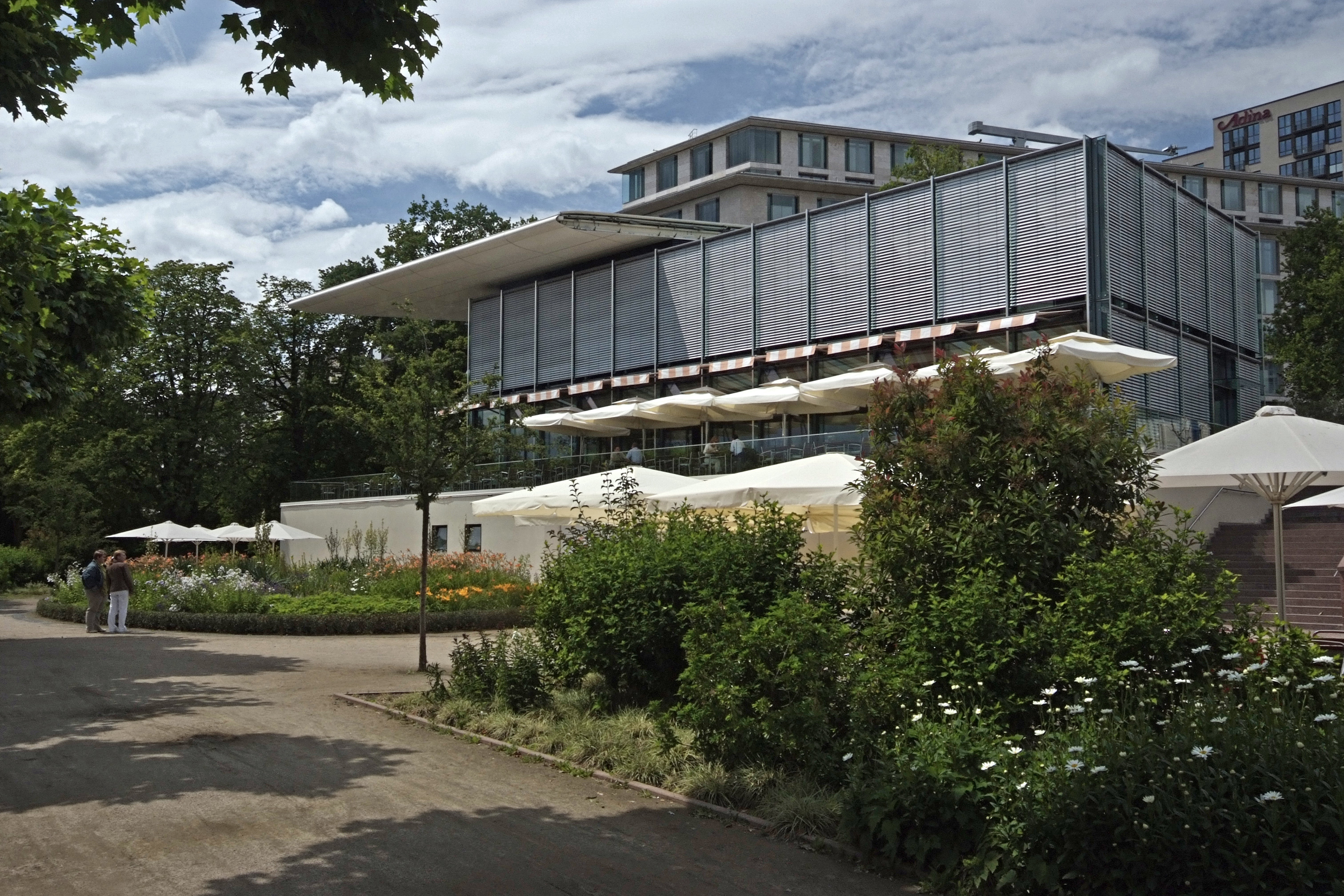
Das Nizza am Mainufer

In dem kleinen Stadtteil gibt es keine großen, zentralen Parks wie in den anderen Frankfurter Stadtteilen, aber im Süden des Stadtteils liegt am Mainufer das Nizza, eine der beliebtesten Grünanlagen von Frankfurt. 1860 wurde ein verlandeter Nebenarm des Mains, der Kleine Main, zugeschüttet und die vorgelagerte Insel Mainlust mit dem Ufer verbunden. Auf dem Gelände legte der Stadtgärtner Sebastian Rinz eine Grünanlage mit mediterraner Vegetation an, die vom Frankfurter Volksmund bald Nizza genannt wurde. Bereits seit dem 17. Jahrhundert hatten die Frankfurter Familien Guaita und Loën in dem klimatisch begünstigten Gebiet am Flusslauf westlich der alten Stadtmauern große Landschaftsgärten besessen.
Zu den Besonderheiten des Stadtteils ist u. a. die Weißfrauenkirche in der Gutleutstraße zu zählen, die Anfang der 1950er Jahre errichtet wurde, an der aber barocke Grabplatten zu finden sind. Sie stammen von der gleichnamigen mittelalterlichen Kirche in der Innenstadt, die nach Kriegszerstörungen zugunsten des jetzt im Bahnhofsviertels stehenden Ersatzbaus Verkehrserwägungen geopfert wurde, anlässlich dessen man die alten Grabplatten ins Bahnhofsviertel übertrug.
Doch nicht nur die christliche Religion ist vertreten, neben einem islamischen Kulturzentrum mit Moschee in der Münchener Straße befindet sich auch eine Freimaurerloge hinter dem Haus Kaiserstraße 37, die um 1900 nach Plänen des bedeutenden Architekten Franz von Hoven errichtet wurde. Er zeichnete u. a. für den historistischen Neubau des Frankfurter Rathauses, den Neubau des Senckenbergmuseums und den Erweiterungsbau des Städel verantwortlich, im Gegensatz zu diesen ist die Loge aber nahezu vollständig in ihrer kaiserzeitlichen Prachtausstattung erhalten.
Erstes Museum des Bahnhofsviertel und zugleich bisher in Deutschland auch einzigartig war das in der Münchener Straße befindliche, 2005 gegründete Hammermuseum Frankfurt, das 2019 schließen musste.